# Panga (Ridala)
Panga – wieś w Estonii, w prowincji Lääne, w gminie Ridala.